# La cara nord
La cara nord (títol original en alemany Nordwand) és una pel·lícula estrenada el 2008 protagonitzada per Benno Fürmann, Florian Lukas i Johanna Wokalek i coproduïda entre Alemanya, Àustria i Suïssa. La producció, basada en una història real, va ser dirigida per Philipp Stölzl. i doblada en català per TV3.

## Argument
En l'any 1936, durant l'Alemanya nazi, l'editor d'un prestigiós diari berlinès coneix, a través de la seva secretària i incipient fotògrafa Luise Feller (Johanna Wokalek), l'existència de dos alpinistes bavaresos disposats a escalar el muntanya Eiger; cimera que altres dos escaladors alemanys havien intentat conquerir, morint en l'intent. Els muntanyencs són Toni Kurz (Benno Fürmann) i Andi Hinterstoisser (Florian Lukas), que són persuadits per Feller per emprendre l'empresa, encara que el primer d'ells es mostra reticent al principi. En la pujada al cim ambdós hauran de competir amb una parella d'austríacs.

## Repartiment
| - Benno Fürmann: Toni Kurz - Johanna Wokalek: Luise Fellner - Florian Lukas: Andi Hinterstoisser - Simon Schwarz: Willy Angerer - Georg Friedrich: Edi Rainer - Ulrich Tukur: Henry Arau - Erwin Steinhauer: Emil Landauer - Branko Samarovski: Albert von Allmen - Petra Morzé: Elisabeth Landauer - Hanspeter Müller: Hans Schlunegger - Peter Zumstein: Adolf Rubi - Martin Schick: Christian Rubi | - Erni Mangold: Grossmutter Kurz - Johannes Thanheiser: Grossvater Kurz - Arnd Schimkat: Hoteler - Klaus Ofczarek: Redactor - Martin Brambach: Redactor Henze - Peter Faerber: Spiess - Tobias Ofenbauer: Reporter - Hartmut Scheyhing: Reporter - Maximilian Pfnür: Wache - Gerhard Greiner: SS Mann Erlberger - Hassan Athman: Jazzmusiker - Traute Hoess: Anna Fellner (no surt als crèdits) |

## Crítica
Sobre la pel·lícula a The New York Post es va publicar «Kolja Brandt li va donar un toc personal a la cinematografia (feta en estudi i en bodegues refrigerants), mentre que Philipp Stölzl amb la direcció, va mantenir el suspens en el nivell més alt. Desafortunadament, algú va decidir inserir una història d'amor supèrflua, involucrant una "completament prefabricada" reportera gràfica.»
A The New York Times s'hi va dir que «...la majoria de les vegades, Nordwand t'ubica on vol: just en el moment del perill. Aquestes escenes són tan terribles, que podria fins i tot qüestionar-nos com al famós escalador britànic George Mallory quan li van preguntar per què volia pujar a l'Everest: "Doncs...perquè és allà"».